# Teresa Mariani
Teresa Mariani (Firenze, 24 ottobre 1868 – Castelfranco Veneto, 1º agosto 1914) è stata un'attrice italiana.

## Biografia

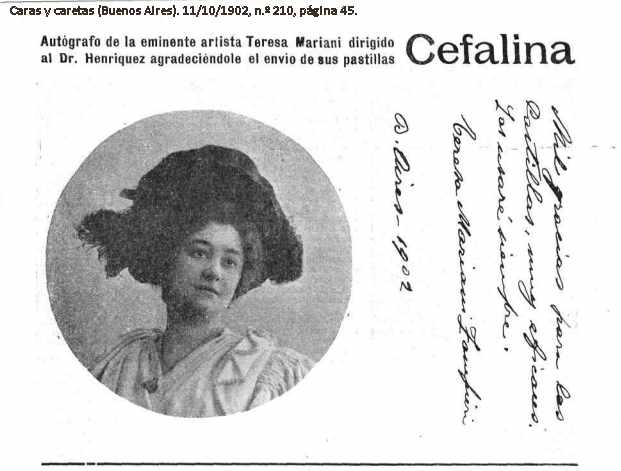
Teresa Mariani, cartolina autografa del 1902

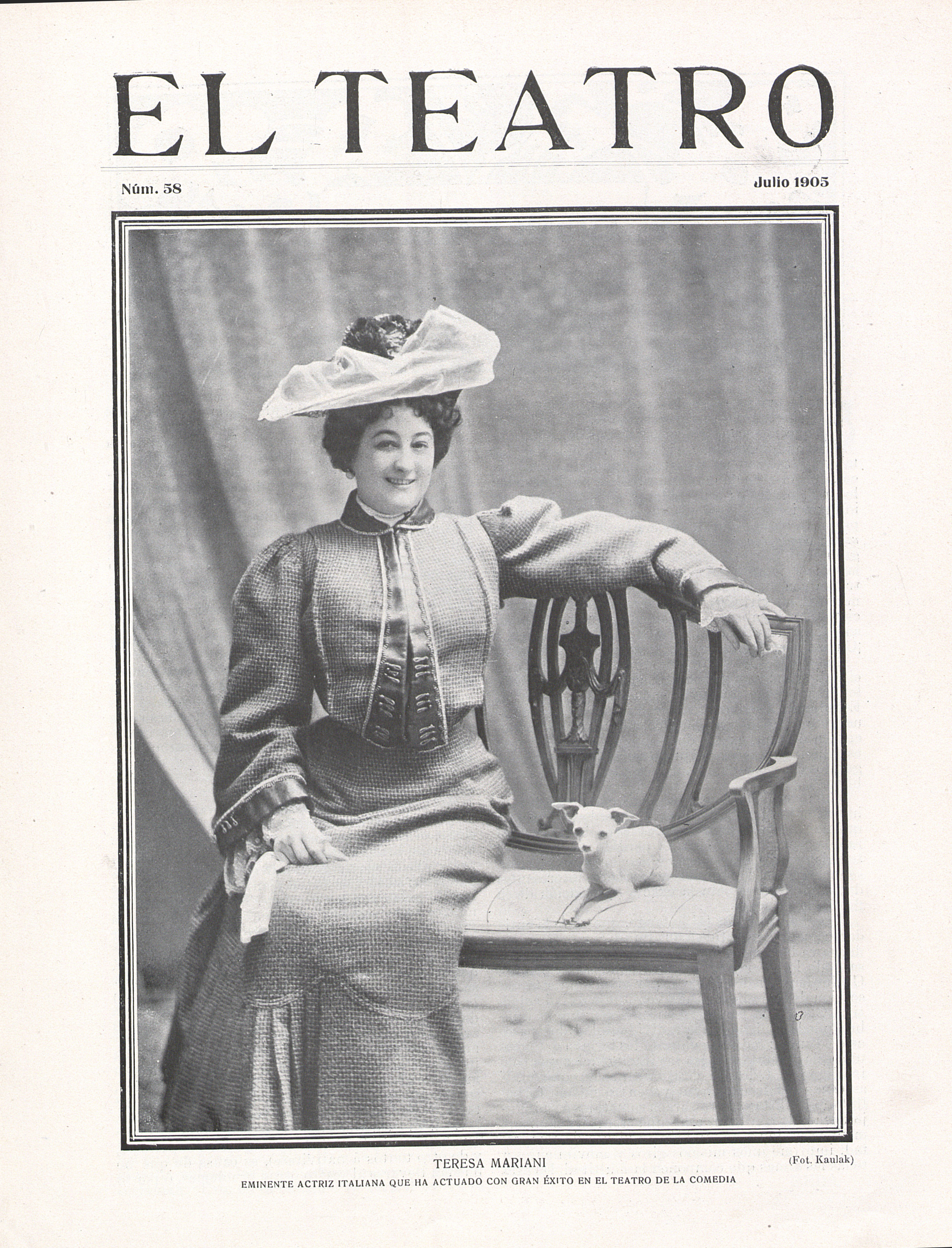
Teresa Mariani sulla rivista El Teatro di Madrid, nel luglio 1905

Teresa Mariani nacque a Firenze nel 1868 in una famiglia di attori comici.
Esordì già all'età di cinque anni quando l'attrice Adelaide Ristori la scelse a Parigi per interpretare la parte della bimba nella Medea del drammaturgo francese Ernest Legouvé.
Recitò in seguito con compagnie secondarie, prima di passare alla compagnia di Ermete Novelli e, quale primattrice, alla compagnia di Cesare Rossi.
Dopo il matrimonio con l'attore Vittorio Zampieri, divenne capo-comica dal 1894 al 1908, e la sua compagnia comprendeva, tra gli altri: Maria Melato, Ettore Paladini, Vittorio Zampieri, Ernesto Sabbatini, Arturo Falconi.
Con la sua compagnia teatrale effettuò tournée in numerose nazioni nel mondo.
Con Vittorio Zampieri, debuttò a Barcellona al Teatre Novetats nel febbraio del 1899, ottenendo uno straordinario successo.
Teresa Mariani si caratterizzò per un temperamento vario ed insolito, e per l'originalità delle sue interpretazioni fu accostata alla Eleonora Duse.
Negli articoli della rivista L'Arte drammatica nel 1893, Teresa Mariani venne definita come una delle rappresentanti della «nuova scuola nel teatro drammatico» insieme a Anna Pedretti, Eleonora Duse, Lina Diligenti, Irma Gramatica, Emma Gramatica e Virginia Reiter.
Alternò la drammaticità più sottile, o inquieta, con la comicità più ironica. Poté recitare quindi con ottimi risultati sia Le Rozeno di Camillo Antona Traversi sia La dame de chez Maxim di Georges Feydeau. Debuttò nel cinema con il cortometraggio Situazione comica, del 1909, a cui prese parte un altro capocomico teatrale, Angelo Pezzaglia.
Morì per «paralisi cardiaca» il 1º agosto 1914 a Castelfranco Veneto, dove si trovava in tournée con la sua Compagnia teatrale.

## Filmografia
- Situazione comica, regia di Adolfo Re Riccardi (1909)
- La storia di una capinera, regia di Gennaro Righelli (1943)
- La porta del cielo, regia di Vittorio De Sica (1944)
- Caterina da Siena, regia di Oreste Palella (1947)
- Dramma sul Tevere, regia di Tanio Boccia (1952)
- Voto di marinaio, regia di Ernesto De Rosa (1953)